# Granična jezera
- 1 - IJmeer
- 2 - Gooimeer
- 3 - Eemmeer
- 4 - Nijkerkernauw [nl]
- 5 - Nuldernauw [nl]
- 6 - Wolderwijd
- 7 - Veluwemeer
- 8 - Drontermeer [nl]
- 9 - Vossemeer [nl]
- 10 - Ketelmeer
- 11 - Ramsdiep [nl]
- 12 - Zwarte Meer [nl]
- 13 - Kadoelermeer [nl]
- 14 - Vollenhovermeer [nl]

U Nizozemskoj, granična jezera (niz. Randmeren) su lanac jezera koji odvajaju Flevopolder i Noordoostpolder od drevnih zemalja pokrajina Gelderland, Utrecht, Overijssel i Frizija.
Strogo govoreći, ova 'jezera' nisu odvojena jedno od drugoga, već su neprekinuta vodena masa između stare zemlje i nove zemlje poldera, koja se sastoji od jezera podijeljenih tjesnacima, branama, brodskim prevodnicama ili u nekim slučajevima samo kratkim mostom.
Svrha ovih jezera je izolacija vodnog gospodarstva polderskog zemljišta od susjednog starog zemljišta. Kada je polder napravljen, razina tla unutar njega je ispod razine okolnog područja. Ako se polder spoji direktno na staro zemljište, razina podzemne vode u starom zemljištu pada, što uzrokuje isušivanje tla. To je primijećeno u Noordoostpolderu, Overijsselu i Friziji na istoku te između Wieringermeerpoldera i Sjeverne Holandije.
Osim toga, voda teče do novog poldera, stvarajući vrlo vlažno područje, posebno na rubovima poldera. Odvodnja može biti rješenje, ali to samo povećava problem na staroj zemlji. Ako se stvori dovoljno veliko granično jezero između poldera i starog kopna, pritisak i razina vode ostaju isti. Vodom u polderu samostalno će upravljati drugo vodno tijelo.
Povijesno gledano, ova tehnika nije primijenjena na Noordoostpolder ili Wieringermeer. Za Noordoostpolder, plan je napušten jer je bio preskup. Projekt Wieringerrandmeer između Wieringermeera i Wieringena još uvijek se raspravlja u vezi s pokrajinom Sjevernom Holandijom.

## Popis graničnih jezera uzFlevopolder
Od jugozapada prema sjeveru:
- IJmeer
- Gooimeer
- Eemmeer
- Nijkerkernauw [nl]
- Nuldernauw [nl]
- Wolderwijd
- Veluwemeer
- Drontermeer [nl]
- Vossemeer
- Ketelmeer (odvaja Flevopolder od Noordoostpoldera)

## Popis graničnih jezera dužNoordoostpoldera
Od jugozapada prema sjeveru
- Zwarte Meer
- Vollenhovermeer
- Kadoelermeer